# Ralph Ince
Ralph Ince (Boston, 16 gennaio 1887 – Londra, 10 aprile 1937) è stato un regista e attore statunitense.
Dal 1911 al 1937, Ralph Ince diresse 170 pellicole. Era il fratello minore del grande produttore Thomas H. Ince. Iniziò la sua carriera cinematografica come attore, esordendo nel 1907 in Athletic American Girls. Fu uno degli uomini di punta della Vitagraph: in un periodo di grande fermento per la nuova arte cinematografica, Ince si dimostrò un uomo di cinema in sintonia con i suoi tempi, utilizzando nuove soluzioni per l'illuminazione delle scene di interni e per il montaggio, soluzioni che all'epoca erano all'avanguardia anche rispetto ai sistemi del più celebre fratello Thomas.

## Biografia
Nato in una famiglia di attori girovaghi, era il terzo di tre fratelli. Come si usava all'epoca, tutti i tre piccoli Ince calcarono le scene fin da bambini. Non incontrando un grande successo in teatro, Ralph trovò lavoro come aiutante alla Vitagraph, grande casa di produzione cinematografica d'inizio secolo. Per i primi due anni, le sue mansioni furono più o meno quelle di aiuto regista, apparendo talvolta come comparsa in alcune delle pellicole dello studio. La sua carriera di attore iniziò lentamente a decollare e, nel 1911, interpretò per la prima volta il personaggio di Abraham Lincoln, un ruolo che lo avrebbe reso celebre. Intrapresa anche la carriera di regista, il più giovane degli Ince ottenne un buon successo con i suoi film, tanto che la casa di produzione decise di affidargli la direzione di una pellicola in tre rulli, un genere di film che la Vitagraph aveva cominciato a produrre nel 1912.
Verso la fine del 1915, la Vitagraph licenziò gran parte dei registi che aveva sotto contratto. Ince, invece, non solo rimase, ma a Long Island gli venne costruito uno studio che doveva servire esclusivamente alle sue produzioni. Nonostante questo trattamento di favore, nel 1916, il regista abbandonò la Vitagraph, diventando produttore indipendente. In questa nuova fase della sua carriera, si associò a John, il fratello maggiore, che da un paio d'anni aveva cominciato pure lui a lavorare per l'industria cinematografica come regista.
Dopo l'improvvisa morte nel 1924 del fratello Thomas, famoso produttore, Ralph si occupò di concludere le sue produzioni ancora in lavorazione. Continuò a recitare, anche se incontrò delle difficoltà quando il cinema passò dal muto al sonoro. Ritornato alla regia, lavorò in Inghilterra negli studi di Teddington per la Warner Bros., pare con discreto successo.

### Vita privata e morte
Ince si sposò tre volte. La prima con Lucille Lee Stewart, attrice della Vitagraph e sorella di Anita Stewart. Nel 1923, la moglie lo lasciò e, due anni dopo, la loro separazione venne sancita dal divorzio. Nel 1926, il regista sposò Lucille Mendez, nome d'arte di Rosa Castro, figlia diciottenne del presidente venezuelano Cipriano Castro. La Castro divorziò nel 1932, accusando il marito di avere interferito nella sua carriera, non permettendole di accettare alcune offerte di lavoro. La terza e ultima moglie fu Helen Ruth Tigges, madre della sua unica figlia, nata pochi mesi prima della sua morte, avvenuta il 10 aprile 1937: a cinquant'anni, Ince rimase ucciso coinvolto a Londra in un incidente stradale.

## Filmografia

### Regista

#### 1911
- Troublesome Secretaries – cortometraggio (1911)
- The Peace Offering; or, The Absconding Bridget – cortometraggio (1911)
- The Ninety and Nine – cortometraggio (1911)

#### 1912
- The Cave Man, co-regia di Charles L. Gaskill (1912)
- The Serpents, co-regia di Charles L. Gaskill (1912)[3]
- A Double Danger (1912)
- The Counts (1912)
- Her Choice (1912)
- The Godmother (1912)
- The Mills of the Gods (1912)
- The Professor and the Lady (1912)
- Una of the Sierras (1912)
- The Wood Violet (1912)
- The Curio Hunters (1912)
- Song of the Shell (1912)
- The Finger of Suspicion (1912)
- Sue Simpkins' Ambition (1912)

#### 1913
- The Delayed Letter (1913)
- Off the Road (1913)
- The Bringing Out of Papa (1913)
- His Wife's Relatives (1913)
- How Fatty Made Good (1913)
- The Classmate's Frolic (1913)
- Papa Puts One Over (1913)
- A Heart of the Forest (1913)
- Red and White Roses (1913)
- Oro micidiale (The Strength of Men) (1913)
- Brother Bill (1913)
- Love Laughs at Locksmiths; or, Love Finds a Way (1913)
- The Web   (1913)
- A Fighting Chance (1913)
- Two's Company, Three's a Crowd (1913)
- The Forgotten Latchkey (1913)
- I finti richiamati (A Regiment of Two), co-regia George D. Baker (1913)
- Song Bird of the North (1913)
- A Sweet Deception (1913)
- The Moulding (1913)
- The Prince of Evil (1913)
- Bingles' Nightmare; or, If It Had Only Been True (1913)
- The Call (1913)
- The Lost Millionaire (1913)
- The Treasure of Desert Isle (1913)
- Master Fixit (1913)
- Peggy's Burglar (1913)
- Fatty's Affair of Honor (1913)
- His Last Fight (1913)
- Why I Am Here (1913)
- The Wreck, co-regia W.J. Lincoln (1913)
- The Swan Girl (1913)
- His Second Wife (1913)

#### 1914
- Diana's Dress Reform (1914)
- The Right and the Wrong of It (1914)
- The Lucky Elopement – cortometraggio (1914)
- Lincoln, the Lover (1914)
- A Million Bid (1914)
- Back to Broadway (1914)
- Fatty on the Job (1914)
- The Girl from Prosperity (1914)
- Non l'hanno mai saputo (He Never Knew) (1914)
- Wife Wanted (1914)
- 'Round the World in 80 Days
- Shadows of the Past (1914)
- Uncle Bill (1914)
- The Painted World (1914)
- He Danced Himself to Death
- Four Thirteen (1914)
- 'Midst Woodland Shadows (1914)
- Fatty's Sweetheart (1914)
- Two Women (1914)
- The Sins of the Mothers (1914)

#### 1915
- The Right Girl? (1915)
- From Headquarters (1915)
- Some White Hope? (1915)
- The Juggernaut (1915)
- His Phantom Sweetheart (1915)
- The Sort-of-Girl-Who-Came-From-Heaven (1915)
- The Goddess (1915)
- The Awakening (1915)
- Count 'Em (1915)

#### 1916
- My Lady's Slipper (1916)
- The Destroyers (1916)
- The Conflict (1916)
- His Wife's Good Name (1916)
- The Combat  (1916)
- The Ninety and Nine (1916)

#### 1917
- The Argyle Case, regia di Ralph Ince (1917)
- Nell'ingranaggio (To-Day) (1917)
- The Co-respondent

#### 1918
- Fields of Honor (1918)
- Cuore d'acciaio (Tempered Steel) (1918)
- The Eleventh Commandment  (1918)
- Our Mrs. McChesney (1918)
- La stella della taverna nera (Her Man), co-regia di John Ince (1918)
- L'accusatrice (The Panther Woman) (1918)
- Cinquemila dollari all'ora (Five Thousand an Hour) (1918)

#### 1919
- Virtuous Men (1919)
- Two Women (1919)
- A Stitch in Time (1919)
- Too Many Crooks (1919)
- The Painted World (1919)
- Shadows of the Past (1919)
- The Perfect Lover (1919)
- Sealed Hearts (1919)
- Out Yonder (1919)

#### 1920
- His Wife's Money (1920)
- Out of the Snows (1920)
- Red Foam (1920)

#### 1921
- The Highest Law (1921)
- Wet Gold
- Remorseless Love (1921)
- After Midnight (1921)
- Tropical Love (1921)
- A Man's Home (1921)

#### 1922
- A Wide Open Town
- Reckless Youth (1922)
- Channing of the Northwest (1922)
- The Referee (1922)

#### 1923
- Success (1923)
- Counterfeit Love
- Homeward Bound (1923)

#### 1924
- Perle vere e perle false (The Uninvited Guest) (1924)
- The Moral Sinner
- His Bitter Half
- Dynamite Smith
- The House of Youth
- The Chorus Lady (1924)

#### 1925
- Playing with Souls
- Alias Mary Flynn
- Dumb and Daffy
- Smooth as Satin
- Lady Robinhood (1925)

#### 1926
- Bigger Than Barnum's  (1926)
- The Sea Wolf (1926)
- The Lone Wolf Returns (1926)
- Breed of the Sea (1926)
- The Better Way (1926)

#### 1927
- Home Struck
- Wandering Girls
- Moulders of Men
- Not for Publication
- Shanghaied (1927)
- South Sea Love (1927)

#### 1928
- Coney Island (1928)
- Chicago After Midnight
- Hit of the Show
- Danger Street (1928)
- The Singapore Mutiny

#### 1929
- Hardboiled (1929)
- Hurricane (1929)

#### 1930
- La fuerza del querer (1930)

#### 1932
- Men of America

#### 1933
- Flaming Gold (1933)[4]
- Gli arditi del cinema

#### 1934
- No Escape (1934)
- A Glimpse of Paradise
- What's in a Name?

#### 1935
- Murder at Monte Carlo (1935)
- Mr. What's-His-Name?
- Rolling Home (1935)
- Crime Unlimited
- The Black Mask (1935)
- Blue Smoke

#### 1936
- Jury's Evidence
- Twelve Good Men
- Gaol Break
- Fair Exchange
- Hail and Farewell
- It's You I Want

#### 1937
- The Vulture (1937)
- Side Street Angel
- It's Not Cricket
- The Perfect Crime (1937)
- The Man Who Made Diamonds

### Attore (parziale)
- Athletic American Girls (1907)
- Othello, regia di William V. Ranous (1908)
- A Tale of Two Cities, regia di Charles Kent (o William Humphrey?) (1911)
- Troublesome Secretaries, regia di Ralph Ince (1911)
- The Peace Offering; or, The Absconding Bridget, regia di Ralph Ince (1911)
- The Derelict Reporter (1911)
- The Star Spangled Banner, regia di James Searle Dawley (1911)
- The Battle Hymn of the Republic, regia di J. Stuart Blackton e Laurence Trimble (1911)
- The Woes of a Wealthy Widow (1911)
- In the Arctic Night, regia di Laurence Trimble (1911)
- The Geranium, regia di Van Dyke Brooke (1911)
- The Lure of Vanity (1911)
- The One Hundred Dollar Bill (1911)
- The Battle of Bunker Hill, regia di Oscar C. Apfel e J. Searle Dawley (1911)
- Piccola Billy (Billy the Kid), regia di Laurence Trimble (1911)
- Man to Man, regia di Laurence Trimble (1911)
- How Betty Won the School (1911)
- The Child Crusoes, regia di Van Dyke Brooke (1911)
- One Flag at Last (1911)
- How Millie Became an Actress (1911)
- Carr's Regeneration (1911)
- Who's Who (1911)
- Heroes of the Mutiny, regia di William V. Ranous – cortometraggio (1911)
- The Freshet
- The Ventriloquist's Trunk
- Testing His Courage
- The Money Kings, regia di Van Dyke Brooke e William Humphrey (1912)
- Il settimo figlio, regia di Hal Reid (1912)
- The Cave Man, regia di Charles L. Gaskill, Ralph Ince (1912)
- The Serpents, regia di Charles L. Gaskill (1912)[3]
- Love in the Ghetto, regia di Hal Reid (1912)
- The Lady of the Lake, regia di James Stuart Blackton (1912)
- Mockery, regia di Laurence Trimble (1912)
- Yellow Bird, regia di William V. Ranous (1912)
- Lincoln's Gettysburg Address, regia di James Stuart Blackton e James Young
- The Heart of Esmeralda, regia di W.V. Ranous (1912)
- The Lucky Elopement, regia di Ralph Ince – cortometraggio (1914)
- Out of the Snows, regia di Ralph Ince (1920)
- After Midnight, regia di Ralph Ince  (1921)
- Channing of the Northwest, regia di Ralph Ince (1922)
- Breed of the Sea, regia di Ralph Ince (1926)
- Oro (Wall Street), regia di Roy William Neill (1929)
- The Star Witness, regia di William A. Wellman  (1931)
- Il grande giuoco (The Big Gamble), regia di Fred Niblo  (1931)
- Piccolo Cesare (Little Caesar), regia di Mervyn LeRoy (1931)
- Gangsters (The County Fair), regia di Louis King (1932)

### Sceneggiatore (parziale)
- Drumsticks, regia di Laurence Trimble (1910)
- The Serpents, regia di Charles L. Gaskill e Ralph Ince (1912)
- The Counts, regia di Ralph Ince (1912)
- Her Choice, regia di Ralph Ince (1912)
- The Wood Violet, regia di Ralph Ince (1912)
- Song of the Shell, regia di Ralph Ince (1912)
- How Fatty Made Good, regia di Ralph Ince (1913)
- The Classmate's Frolic, regia di Ralph Ince (1913)
- Some White Hope?, regia di Ralph Ince (1915)
- La stella della taverna nera (Her Man), regia di John E. Ince e Ralph W. Ince (1915)
- The Argyle Case, regia di Ralph Ince (1917)
- The Eleventh Commandment, regia di Ralph W. Ince (1918)
- L'ultima porta (The Last Door), regia di William P.S. Earle (1921)
- Hardboiled, regia di Ralph Ince - didascalie (1929)

### Produttore (parziale)
- La stella della taverna nera (Her Man), regia di John Ince e Ralph Ince (1918)

## Doppiatori italiani
- Giulio Panicali in Piccolo Cesare (doppiaggio tardivo)